# Haubensteig
Haubensteig ist ein Ortsteil der kreisfreien Stadt Kempten (Allgäu). Der Ort wurde 1818 der Ruralgemeinde Sankt Lorenz angeschlossen und kam am 1. Oktober 1934 wieder zu Kempten. Für Haubensteig gibt es keine Einwohnerzahlen, da der Ort in der Stadt Kempten aufgegangen ist.
„Hubensteig“ wurde 1385 erwähnt, als ein Heinz der Notz sich und seine zwei Güter zu „Ahun“ und „Hubenstayg“ von dem Kemptener Bürger Heinrich Künzelmann freikaufte. 1451 besaß das Fürststift Kempten dort Lehengüter. 1526/30 wurde „Haugenstaig“ genannt.
Im Laufe der Zeit ging der Ortsname Haubensteig unter, heute erinnert nur noch der Haubensteigweg an diesen Ort.
In der Nähe befindet sich der Calgeerpark, das Carl-von-Linde-Gymnasium und ein ehemaliges Sanitätszentrum der Bundeswehr.

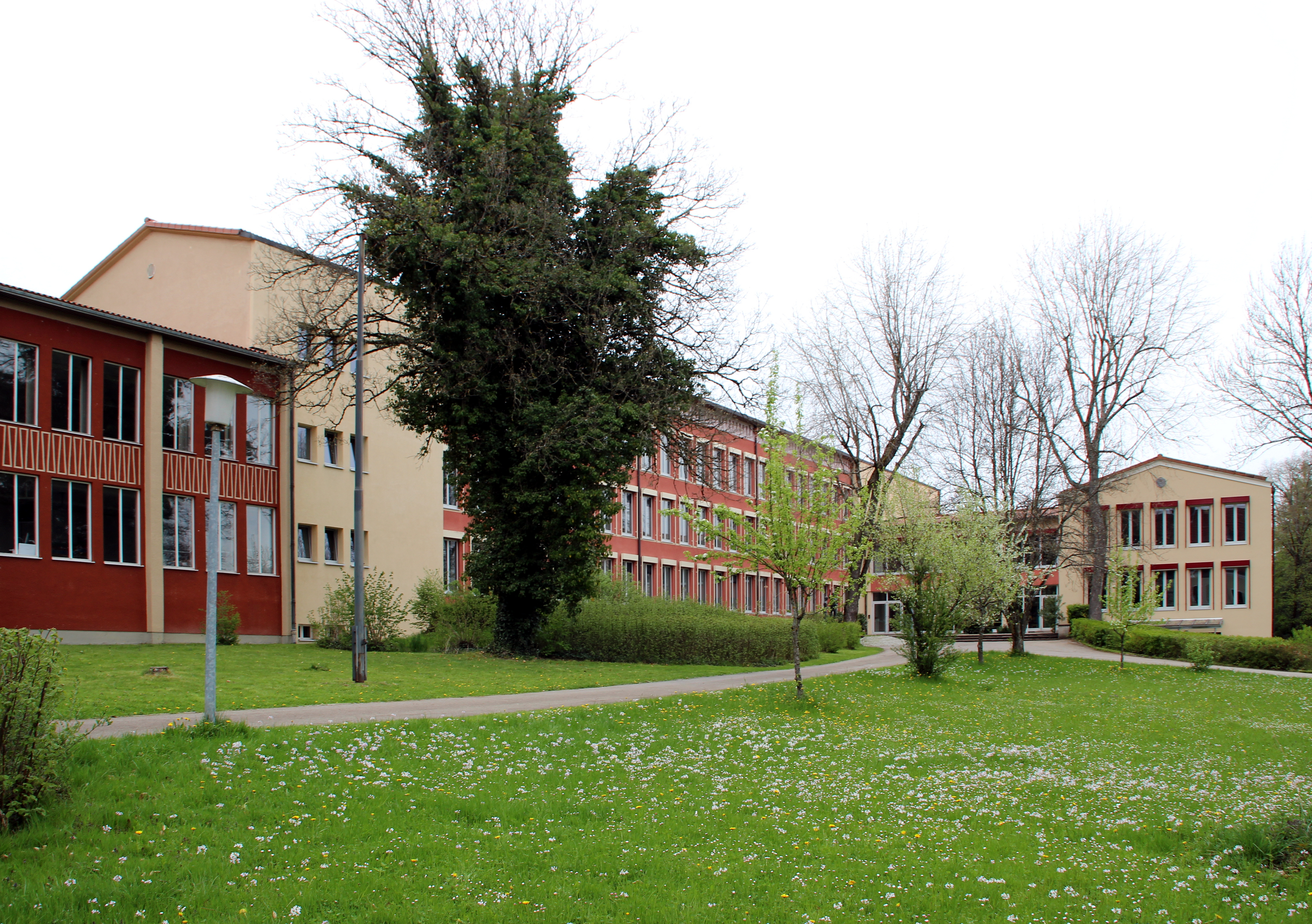
Carl-von-Linde-Gymnasium Kempten
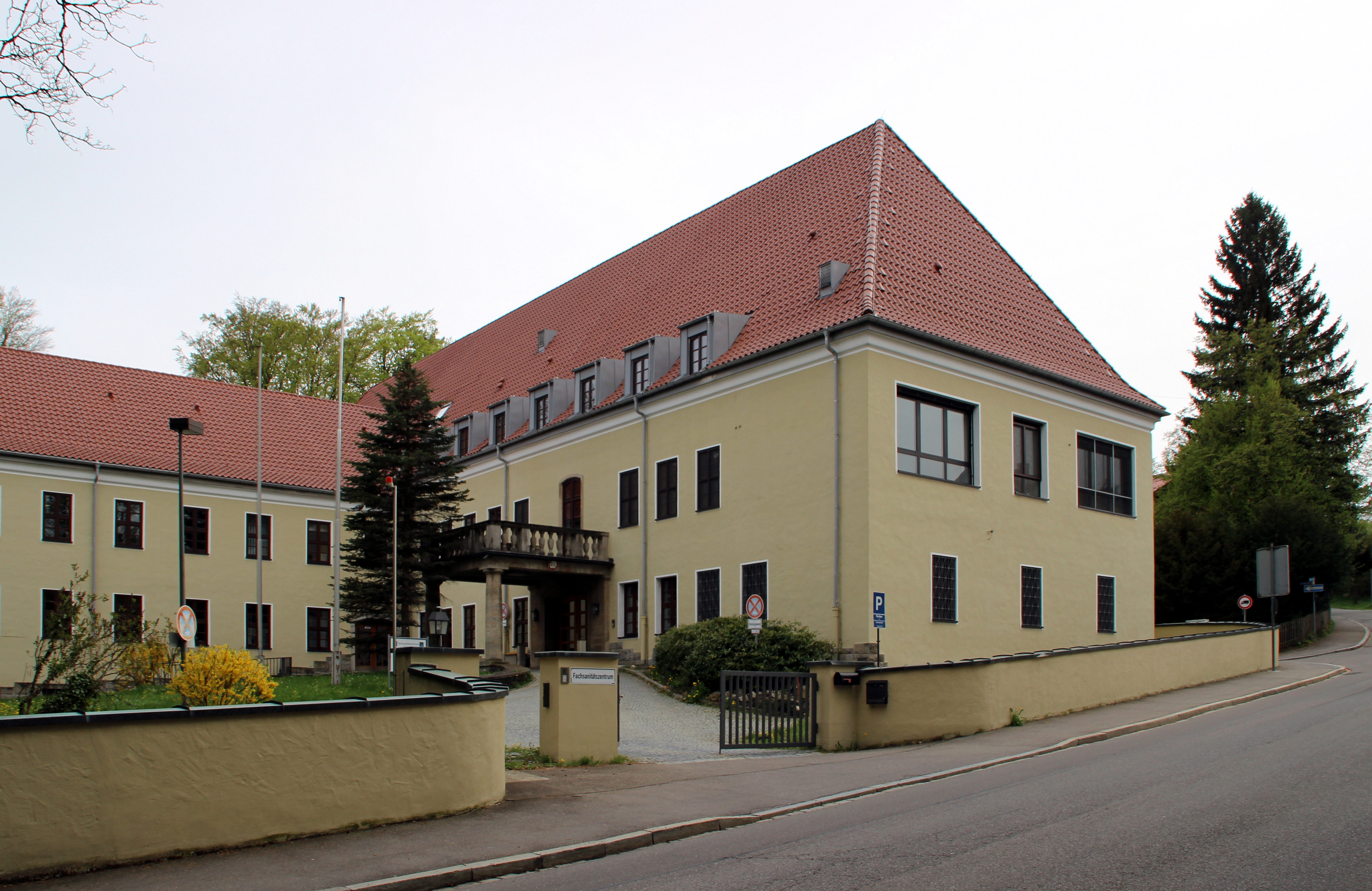
Sanitätszentrum der Bundeswehr
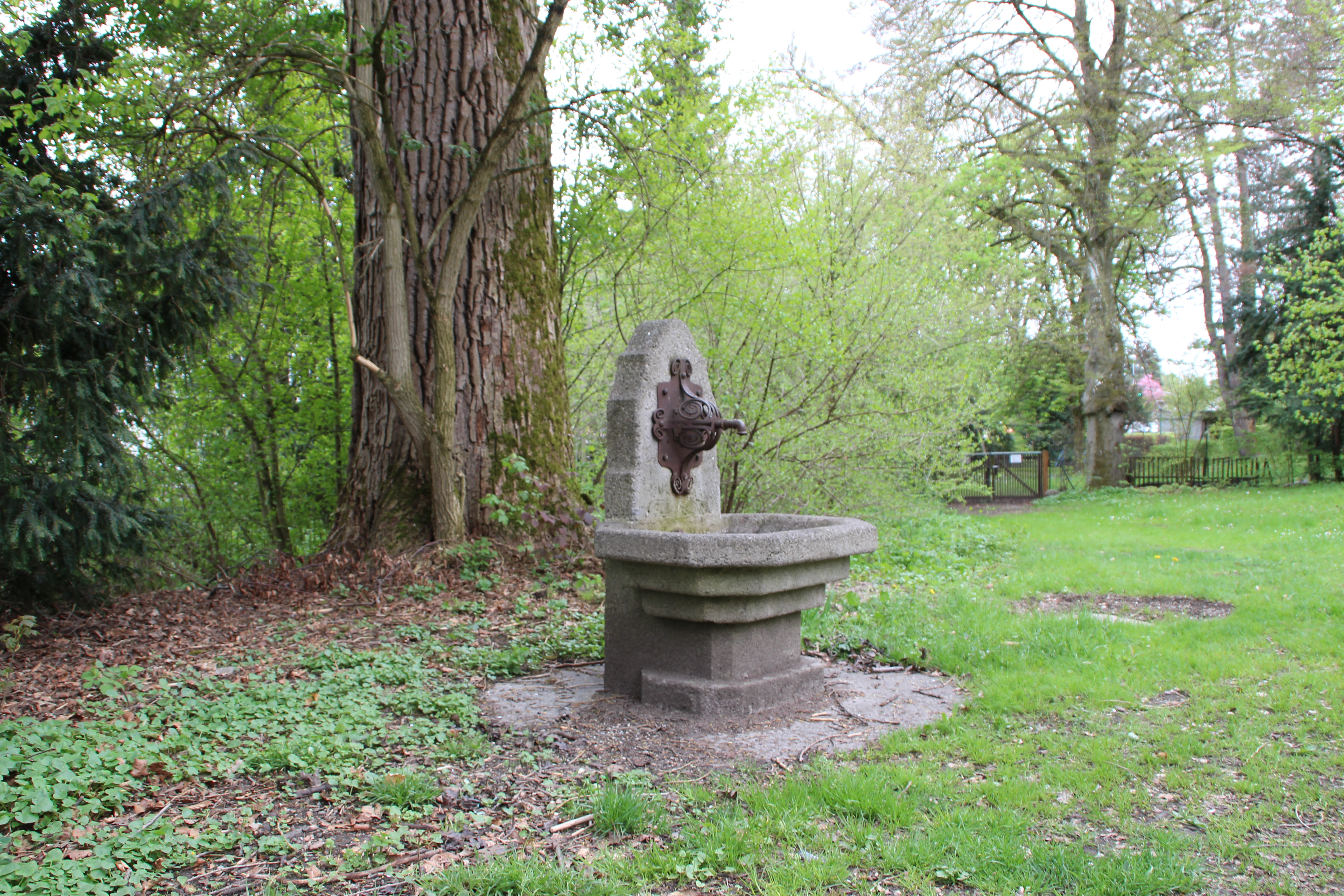
Calgeerpark